# George Henry Horn
George Henry Horn (Philadelphia, 7 april 1840 - 24 november 1897) was een Amerikaans entomoloog.
Horn werd geboren in Philadelphia, Pennsylvania, in Amerika. Hij ging, na zijn school, naar de universiteit van Pennsylvania, waar hij afstudeerde met een graad in de geneeskunde in 1861. Tijdens de Amerikaanse Burgeroorlog was hij chirurg bij de infanterie van de California Volunteers. In die tijd verzamelde hij op grote schaal insecten uit Californië, Arizona en New Mexico. De verzamelde insecten waren de basis voor meer dan 150 belangrijke artikelen en andere publicaties waarin hij in totaal 150 geslachten en meer dan 1550 soorten beschreef. Hij was gespecialiseerd in de groep van de kevers (coleoptera). Op dit gebied werkte hij nauw samen met John Lawrence LeConte, samen schreven ze het werk Classification of the Coleoptera of North America, uitgegeven in 1883. Zijn kevercollecties worden bewaard in het Museum of Comparative Zoology aan de Harvard University. Horn wordt in de zoölogische nomenclatuur vaak zowel voor George Henry Horn gebruikt als voor Walther Hermann Richard Horn, een Duits entomoloog die eveneens gespecialiseerd was in kevers. 
- Biblioteca Nacional de España: XX4686511
- Gemeinsame Normdatei: 1055297650
- International Standard Name Identifier: 0000 0000 7392 2306
- Library of Congress Control Number: no00032459
- Nederlandse Thesaurus van Auteursnamen: 157461726
- Réseau des bibliothèques de Suisse occidentale: 02-A003383204
- SNAC: w65m798j
- Système universitaire de documentation: 192720465
- Virtual International Authority File: 24140815
- WorldCat: E39PBJpPC7tMXKtdMybpQ4JRrq